# Lo Puig
Lo Puig és una muntanya de 761 metres que es troba al municipi de Vilanova de Meià, a la comarca catalana de la Noguera.